# 103 d'Aquari
103 d'Aquari (103 Aquarii) és una gegant del Tipus K de la constel·lació d'Aquari.